# Hypseleotris guentheri
Hypseleotris guentheri är en fiskart som först beskrevs av Bleeker, 1875.  Hypseleotris guentheri ingår i släktet Hypseleotris och familjen Eleotridae. Inga underarter finns listade i Catalogue of Life.